# La Chapelle-Taillefert
La Chapelle-Taillefert település Franciaországban, Creuse megyében. Lakosainak száma 444 fő (2022. január 1.). La Chapelle-Taillefert Guéret, Saint-Christophe, Saint-Éloi, Saint-Léger-le-Guérétois és Saint-Victor-en-Marche községekkel határos.

## Népesség
A település népességének változása:
| Lakosok száma | 319  | 257  | 310  | 363  | 398  | 415  | 424  | 431  | 435  | 444  |
|               | 1968 | 1982 | 1990 | 2006 | 2013 | 2015 | 2017 | 2019 | 2020 | 2022 |